# Cryptocephalus renatae
Cryptocephalus renatae is een keversoort uit de familie bladkevers (Chrysomelidae). De wetenschappelijke naam van de soort werd in 2001 gepubliceerd door Sassi.